# Fossa (rodzaj ssaków)
Fossa (Cryptoprocta) – rodzaj ssaków z podrodziny falanruków (Euplerinae) w obrębie rodziny falanrukowatych (Eupleridae).

## Rozmieszczenie geograficzne
Rodzaj obejmuje jeden współcześnie żyjący i jeden wymarły w czasach historycznych gatunek występujący na Madagaskarze.

## Morfologia
Długość ciała (bez ogona) 70–80 cm, długość ogona 65–70 cm, długość tylnej stopy 12–12,8 cm; masa ciała samic 5,5–6,8 kg, samców 6,2–8,6 kg.

## Systematyka
Rodzaj zdefiniował w 1833 roku brytyjski zoolog Edward Turner Bennett w artykule zatytułowanym Zawiadomienie o nowym rodzaju wiwerowatych z Madagaskaru, przedstawione przez jego ekscelencję C. Telfaira, opublikowanym w czasopiśmie „Proceedings of the Zoological Society of London”. Gatunkiem typowym jest (oznaczenie monotypowe) fossa madagaskarska (C. ferox).

### Etymologia
Cryptoprocta: gr. κρυπτος kruptos ‘ukryty’; πρωκτος prōktos ‘zad, odbyt’.

### Podział systematyczny
Do rodzaju należy jeden współcześnie żyjący oraz jeden wymarły gatunek:
| Grafika | Gatunek             | Autor i rok opisu   | Nazwa zwyczajowa    | Podgatunki         | Rozmieszczenie geograficzne | Podstawowe wymiary                        | Status IUCN |
| ------- | ------------------- | ------------------- | ------------------- | ------------------ | --- | ----------------------------------------- | ----------- |
|         | Cryptoprocta ferox  | E.T. Bennett, 1833  | fossa madagaskarska | gatunek monotypowy | szeroko rozpowszechniony w zachodnich i wschodnich lasach, mniej powszechny na wyższych wysokościach                                    | DC: 70–80 cm DO: 65–70 cm MC: 5,5–8,6- kg | VU          |
|         | Cryptoprocta spelea | G. Grandidier, 1902 | fossa wielka        | gatunek monotypowy | znany z dalekiej północy (w pobliżu Antsiranany), wzdłuż południowo-zachodniego wybrzeża do południowych i środkowych wyżyn (Antsirabe) | brak danych                               | EX          |

Kategorie IUCN:  VU  – gatunek narażony,  EX  – gatunek wymarły. 